# Miquel Pairolí
Miquel Pairolí i Sarrà (Quart, 9 de diciembre de 1955 - 6 de julio de 2011) fue un escritor, crítico literario y periodista de Cataluña, España.
Miembro de una familia de pequeños agricultores catalanes, fue un autor que se valió de distintos géneros como la novela, el teatro, el articulismo o el guion televisivo para retratar la realidad de manera minuciosa pero exenta de barroquismo y artificios, al tiempo que mantenía una prosa límpida y profundizaba en cuestiones esenciales de la naturaleza humana. Muy influido por Josep Pla, entre sus obras destacan la última, Octubre (2010), un dietario en donde recorre su propia vida y aquellas cuestiones que siempre le preocuparon, otros dos dietarios, Paisatge amb flames (1990) y L'enigma (1999), y dos de sus novelas, El manuscrit de Virgili (2004) y Cera (2008). Como articulista publicó en El Punt, el Diari de Barcelona, Nou Diari, Avui y Presència.

## Obras
Biografías
- Joan Oró, (1996)
- Antoni M. Badia i Margarit, (1997)
- Oriol de Bolòs, (2001)

Dietarios
- Paisatge amb flames, (1990)
- L'enigma, (1999)
- Octubre, (2010)

Ensayos
- L'enrenou dels anys 80, (1987)

Estudios literarios
- El príncep i el felí, (1996)
- Geografia íntima de Josep Pla, (1996)
- Exploracions: Notes i converses de literatura, (2006)

Novelas
- El camp de l'ombra, (1995)
- El convit, (1998)
- El manuscrit de Virgili, (2004)
- Cera, (2008)

Teatro
- El retrat de Voltaire, (1997)